# La Comédie de Tanger
 (octobre 2021).
 (octobre 2021).
La Comédie de Tanger est une compagnie théâtrale française à but non lucratif, créée en 1996, active au Maroc. Son fondateur Philippe Lorin est titulaire de l'Ordre national de la Légion d'honneur, pour ses engagements et contributions.

## Début
Il s'agit d'une véritable école de théâtre à la manière des écoles d'Europe ou des conservatoires de théâtre.
Depuis plus de 20 ans, La Comédie de Tanger réunit les talents  de nombreux comédiens, dans une trentaine de réalisations théâtrales présentées à Tanger, Casablanca, Rabat mais également sur les planches à Paris, Narbonne, Namur, Montréal.
C'est la seule troupe de théâtre française au nord du Maroc. Elle produit entre quatre et sept spectacles par an et elle date d’une vingtaine d’années et c’est à partir de ce socle que la fondation Lorin s'est constituée. 
Cette troupe de théâtre de la fondation Lorin contribue entièrement depuis sa création au développement culturel de la ville de Tanger et notamment sur le niveau de la culture française et son rayonnement, elle était derrière la naissance de plusieurs grands festivals de théâtre et de musique ; Tanjazz, Tanja Latina, Festival international de théâtre amateur... Et aujourd'hui elle continue avec ses membres à contribuer pleinement à la création artistique, théâtrale, et musicale.
Les metteurs en scène sont Philippe Lorin, diplômé des cours Cochet, conservatoire national supérieur d'art dramatique, Aurore Laloux, diplômée du conservatoire royal de Bruxelles et Jean-Claude Sussfeld, assistés de Souleiman Berrada. Parmi les membres, la compagnie théâtrale compte Isabelle Lorin, Jérôme Guerin, Souleiman Berrada, Jean-Claude Sussfeld.

## Spectacles
Pendant 20 ans une trentaine de séries de lectures et de pièces ont été déroulées à la Fondation Lorin et à la Salle Beckett de Tanger, parmi les plus renommées :
- Hortense a dit : « Je m'en fous ! » de Georges Feydeau
- 10 pièces en un acte de Guy Foissy
- C'est une femme du monde de Georges Feydeau[1]
- Un quart d'heure de vérité d’André Roussin
- Les Desseins de la providence de Sacha Guitry
- Une paire de gifles de Sacha Guitry
- Cœur à deux de Guy Foissy
- Monsieur Nounou de Georges Feydeau
- Potins d'enfer de Jean-Noël Fenwick
- Toutes les pièces en 1 acte de Sacha Guitry
- Les Sardines grillées de Jean-Claude Danaud
- L'Invité de David Pharao
- Le Carrosse du Saint-Sacrement de Prosper Mérimée
- Une folie de Sacha Guitry
- Rim la gazelle de Fatima Gallaire
- Une heure et demie de retard de Jean Dell
- Cravate Club de Roger-Fabrice Lacan
- Cochon d'Inde de Sébastien Thiéry
- Les Amis du placard de Gabor Rassov
- Jeux de scène de Victor Haïm
- L'Éducation de Rita de Willy Russel
- Synopsis d’Andrew Payne
- Les Chaussettes opus 127 de Daniel Colas
- Otages de Franck Leplus
- Trois pièces facétieuses de Jean-Michel Ribes
- Comédie sur un quai de gare de Samuel Benchetrit
- Casanova's babies de Jean-Claude Danaud
- Ensemble et séparément de Françoise Dorin
- Théâtre je t'adore ! de Sacha Guitry[2]
- Simplement complexe de Philippe Elno[3]
- Un stylo dans la tête de Jean Dell[4]
- Le Mensonge de Florian Zeller[5]

- 2017 Migraaaants de Matei Vișniec, avec Aurore Laloux, Widad Tizniti, Mahmoud Bensliman, Souleiman Berrada, Mouna Fassi-Fihri, Philippe Lorin, Jean-Claude Sussfeld, Marc Richli[6]
- 2018 Gynécée de Gérard Levoyer, avec Auroux Laloux, Isabelle Lorin, Widad Tizniti, Pascale Jullien, Merieme Benachenhou[7]
- 2019 Un an dans la chambre de Gérard Levoyer, avec Aurore Laloux, Philippe Lorin, Jérôme Guerin, Souleiman Berrada, Pascale Julien, Hajar Loulichki, Marc Richli[8].

- 2021 Le vent des peupliers de Gérald Sibleyras